# Virovac
Virovac (en serbe cyrillique : Вировац) est un village de Serbie situé dans la municipalité de Mionica, district de Kolubara. Au recensement de 2011, il comptait 348 habitants.

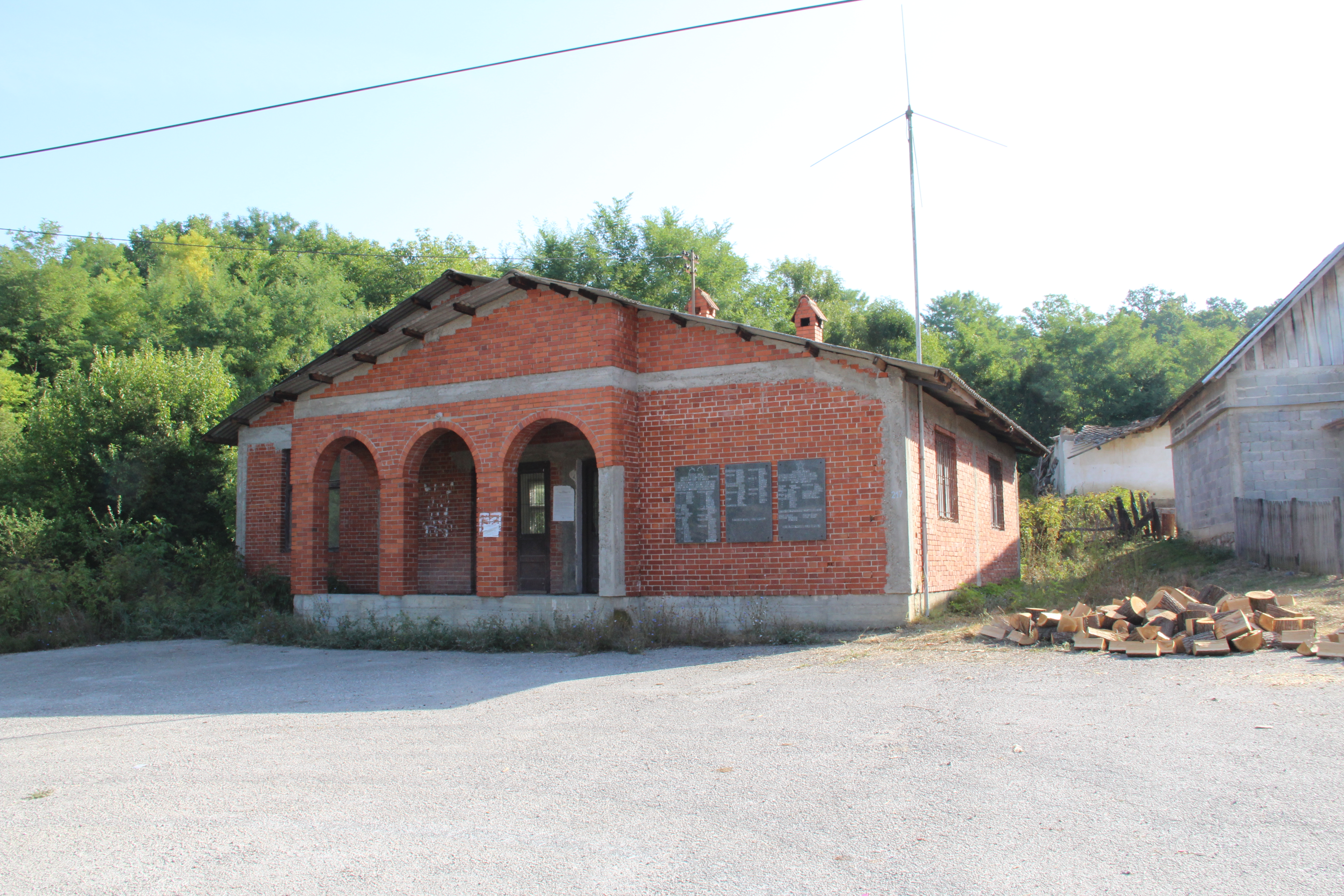
Virovac - Communauté locale
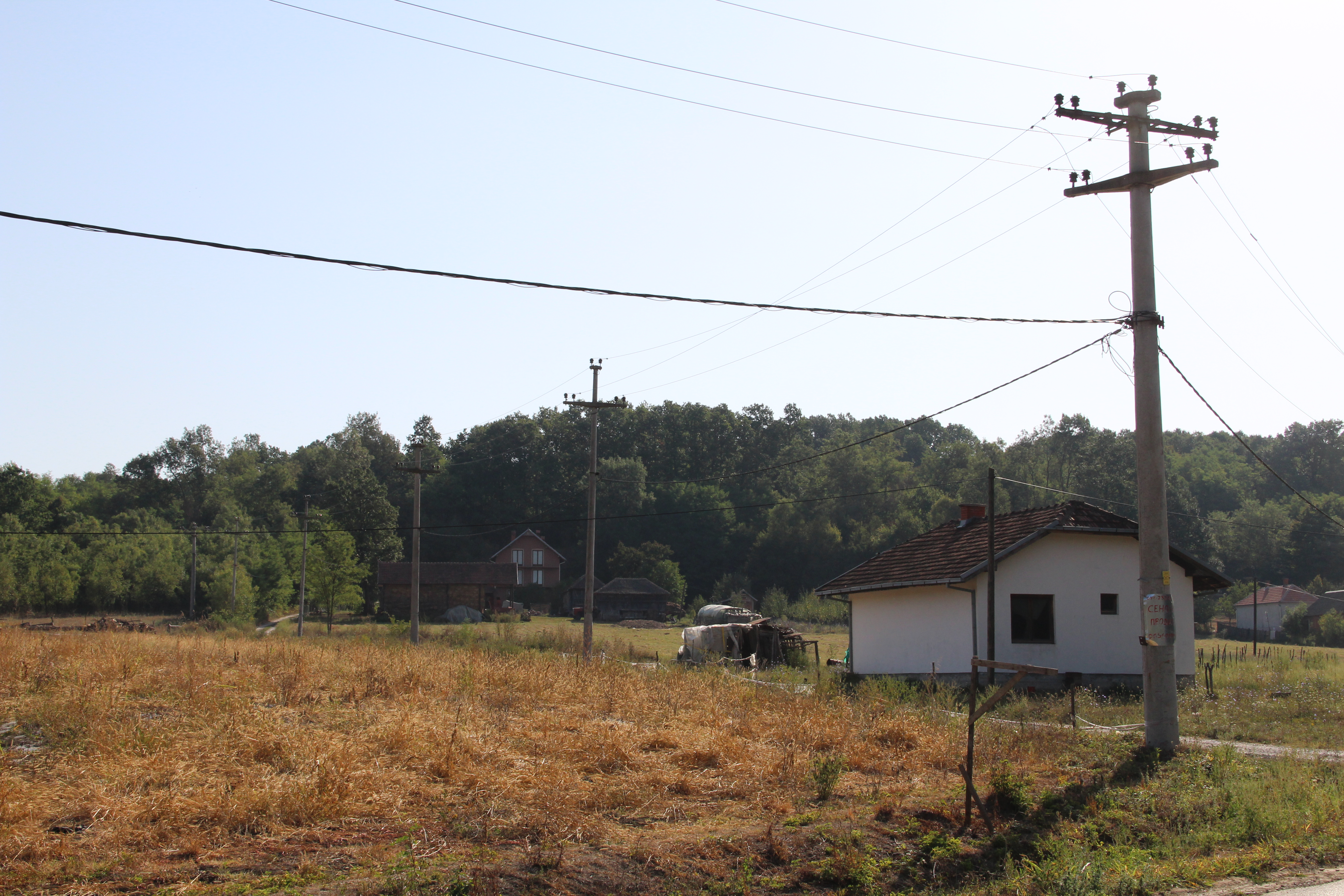
Virovac - Panorama
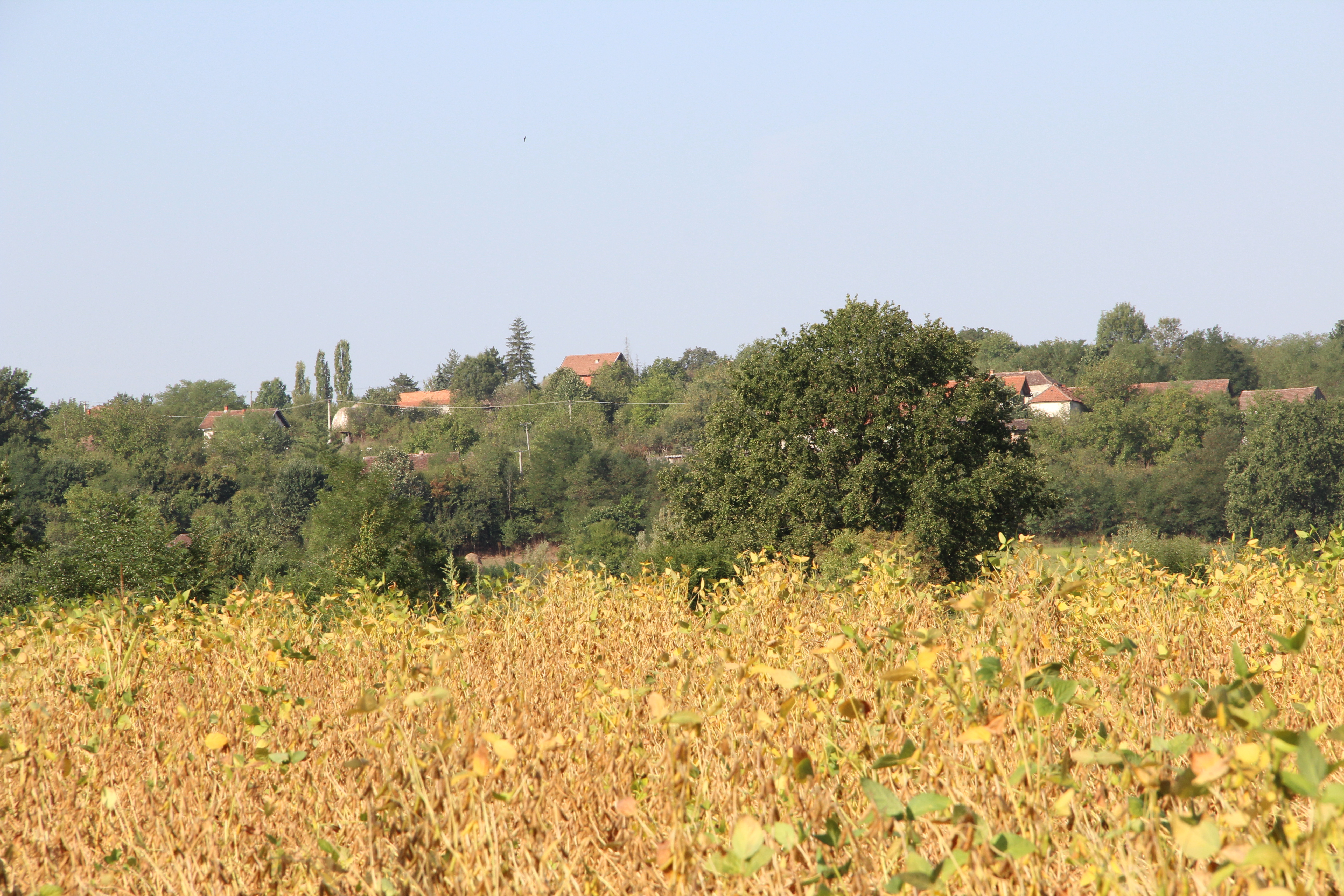
Virovac - Panorama
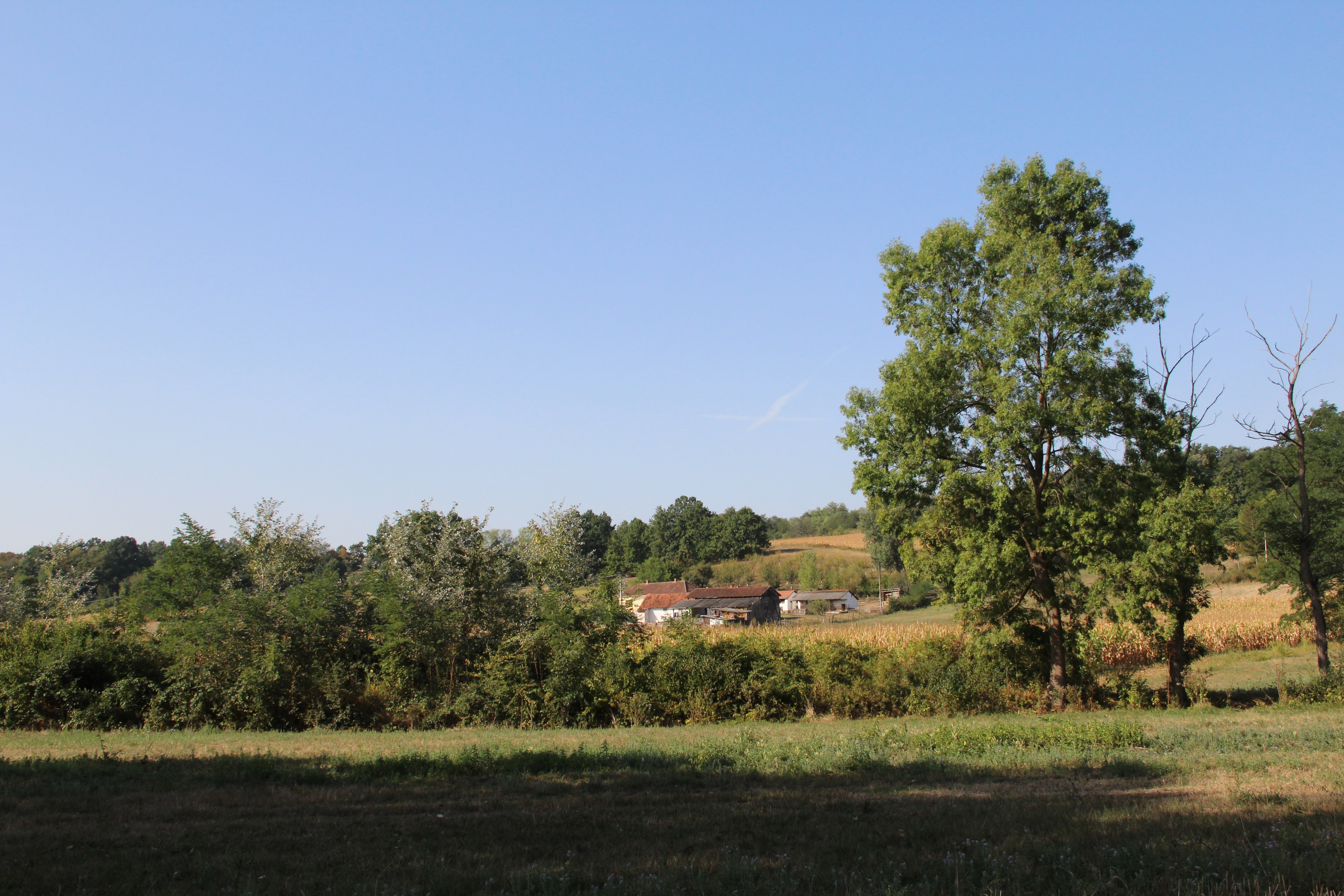
Virovac - Panorama
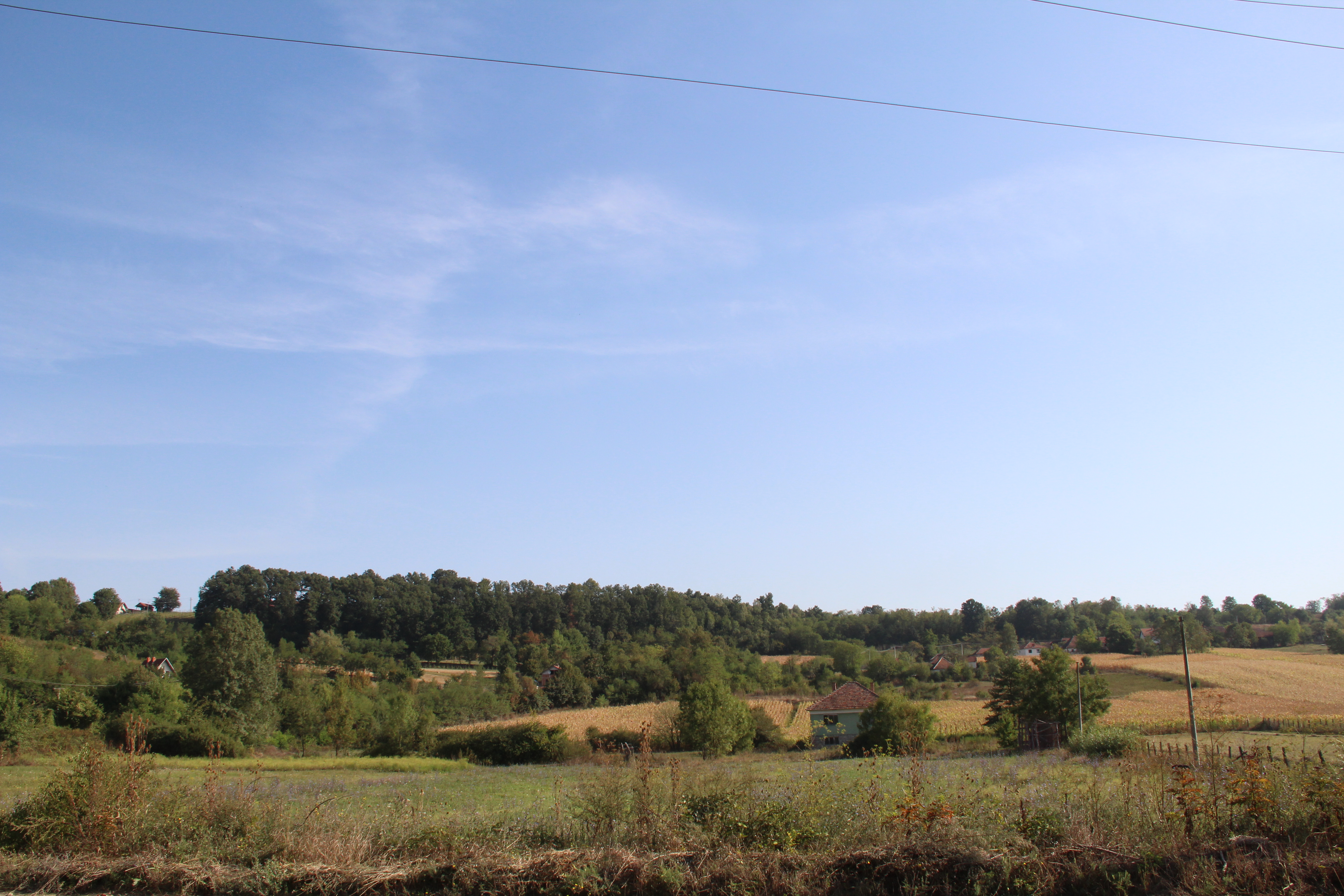
Virovac - Panorama
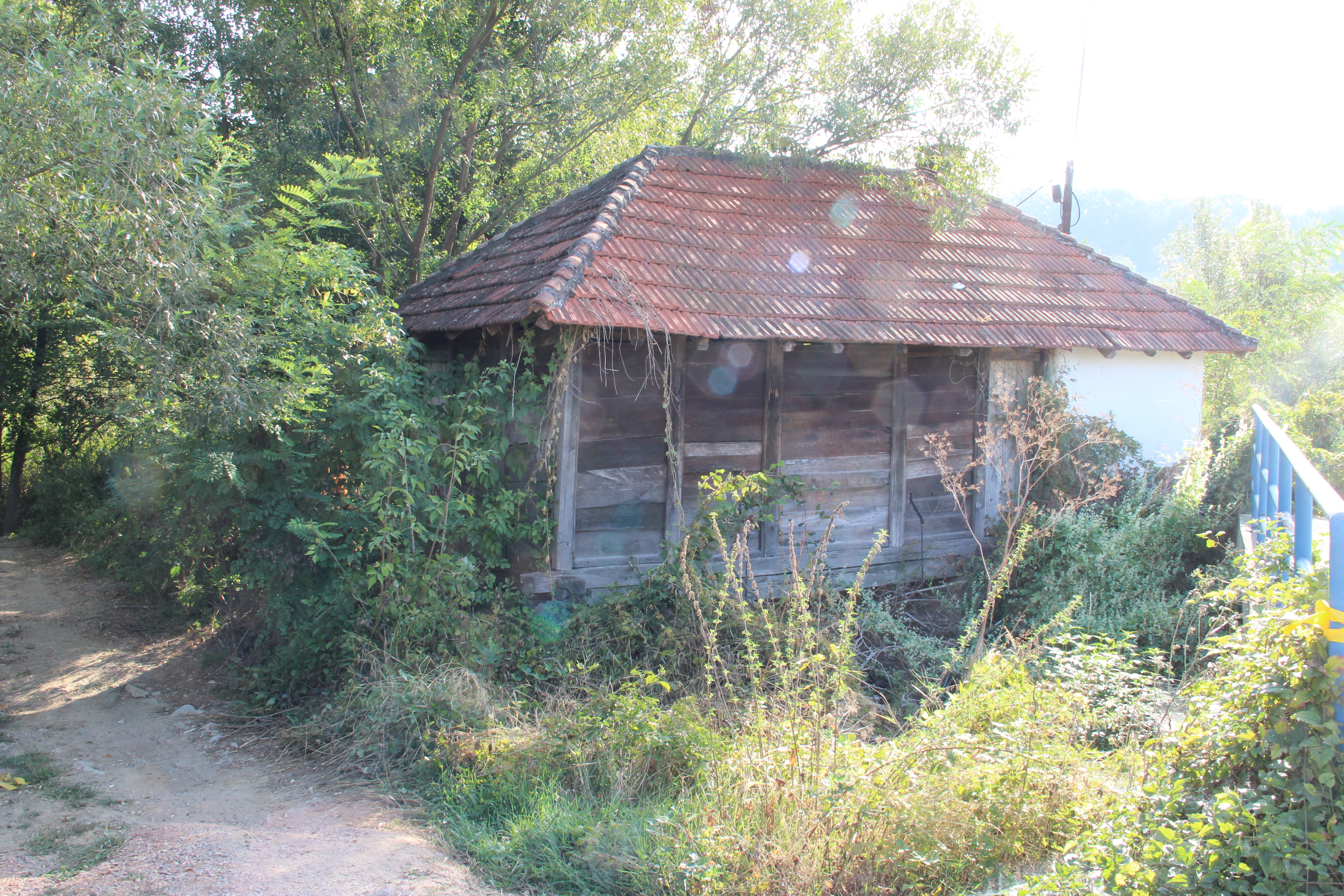
Virovac - Moulin
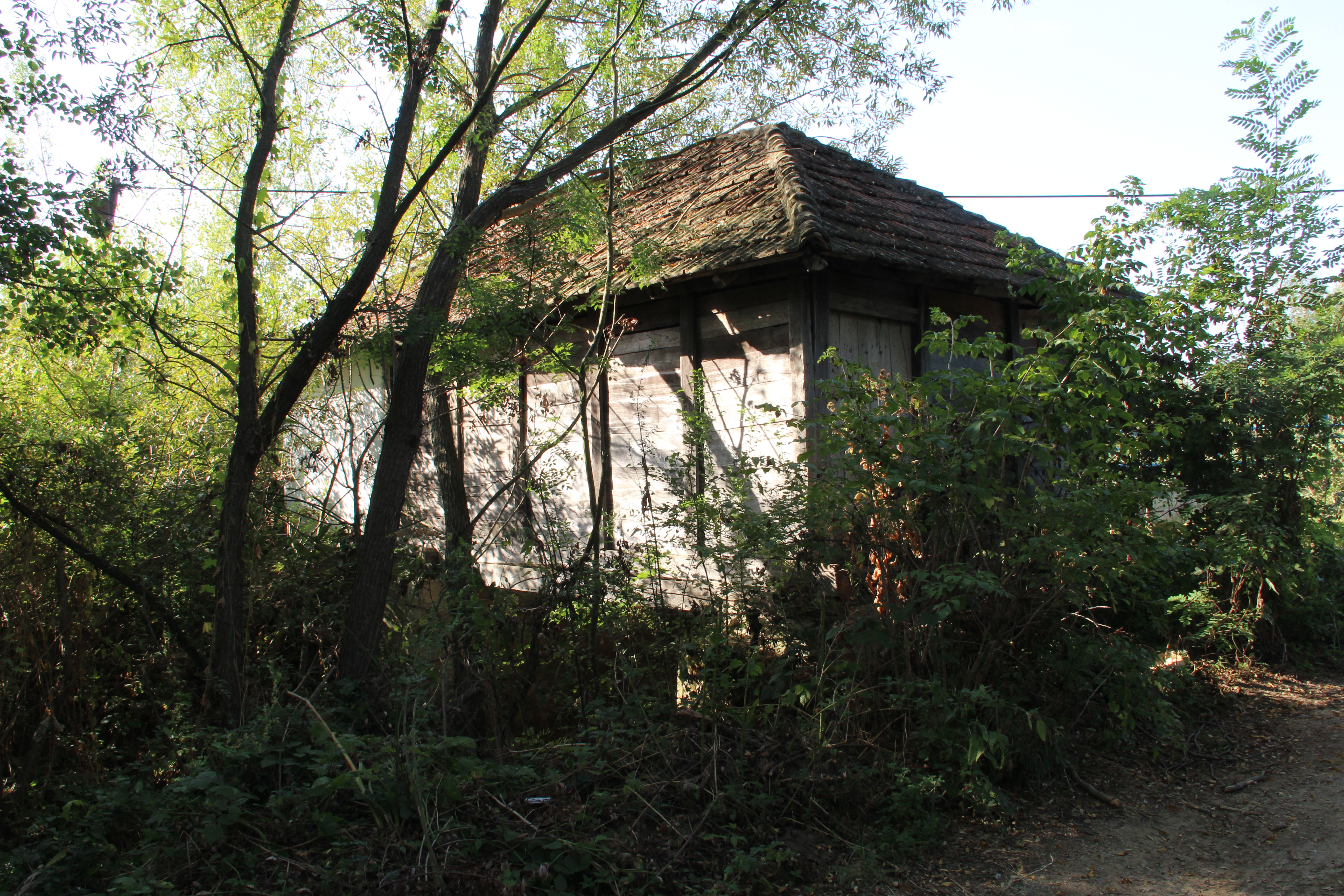
Virovac - Moulin
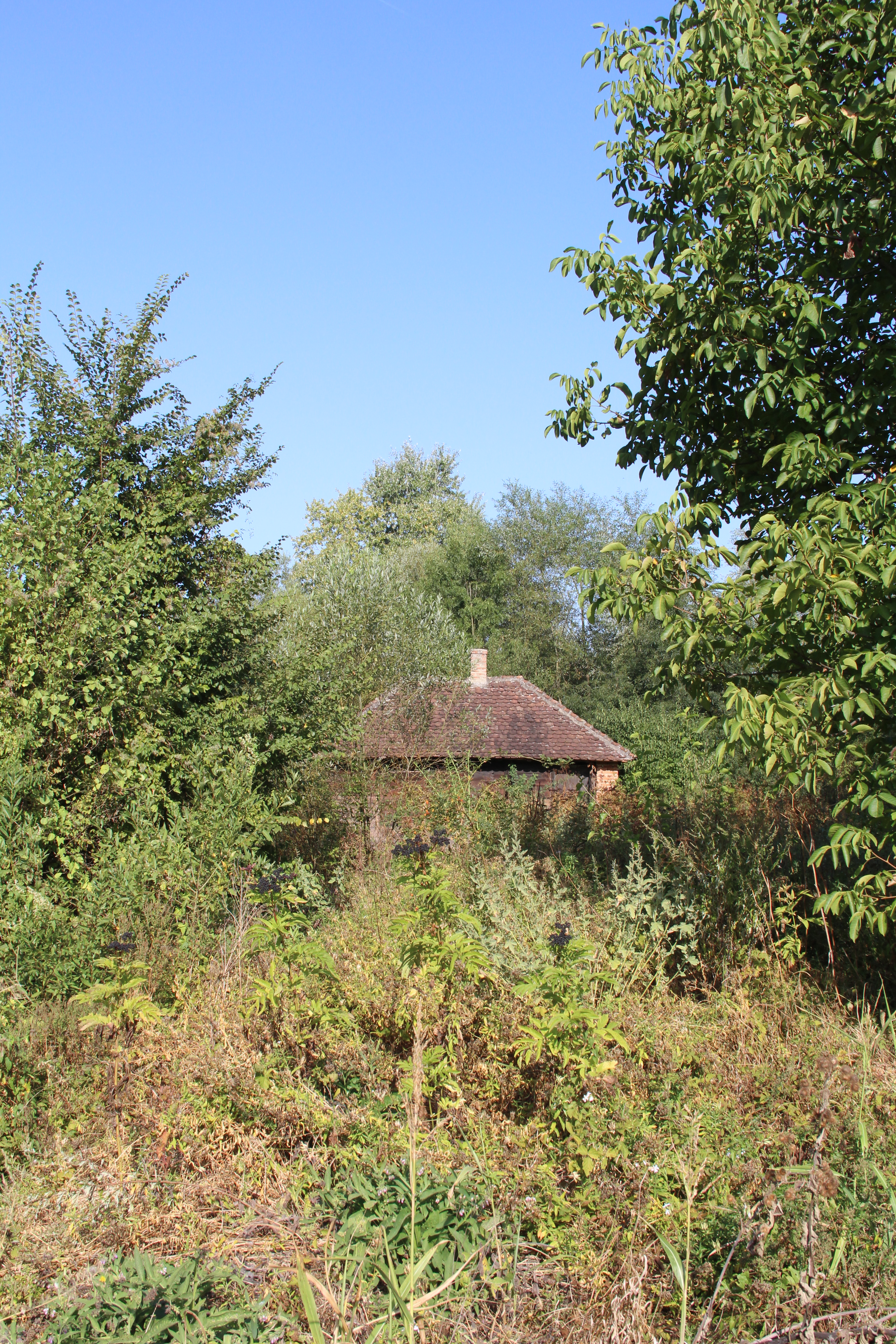
Virovac - Moulin

## Démographie

### Évolution historique de la population
| 1948 | 1953 | 1961 | 1971 | 1981 | 1991 | 2002 | 2011 |
| ---- | ---- | ---- | ---- | ---- | ---- | ---- | ---- |
| 900  | 927  | 826  | 748  | 674  | 531  | 419  | 348  |

|  |